# Tè bianco di Anji

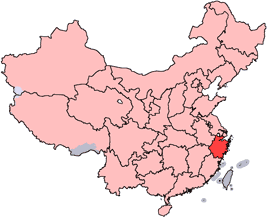
Località di produzione del tè di Anji

Il tè bianco di Anji (in caratteri cinesi: 安吉白茶; pinyin: Ānjí báichá) è una varietà di tè verde prodotta esclusivamente nella contea cinese di Anji, nella provincia di Zhejiang.

## Storia
Il tè bianco di Anji è una coltivazione relativamente recente, essendo stata scoperta solo nel 1982. A causa del suo breve periodo di raccolta, è un tè piuttosto raro.

## Caratteristiche
Pur essendo chiamato "bianco", il tè di Anji è a tutti gli effetti un tè verde. Le foglie, lunghe e strette, sono di colore giallognolo ed hanno una piega visibile che corre attraverso tutta la lunghezza. Sul mercato viene venduto ad un prezzo più alto del famoso Tè Longjing.
Uno studio del 2010 ha scoperto che questa varietà di tè ha alti livelli di polisaccaridi, in grado di inibire l'emolisi delle cellule del sangue.